# Aeroportul Togiak
Aeroportul Togiak (IATA: TOG, ICAO: PATG, FAA LID: TOG) este un aeroport din Alaska, Statele Unite ale Americii ce deservește zona Togiak⁠(d). Aeroportul a fost tranzitat în 2019 de 2.712 pasageri. A fost numit după zona deservită.
Situat la o altitudine de 6 m, aeroportul dispune de 1 pistă. Este operat de Alaska Department of Transportation & Public Facilities⁠(d).

## Infrastructură

### Piste
Aeroportul dispune de o singură pistă. Pista 03/21 are suprafața de pietriș și dimensiunile 4.400 picioare × 75 picioare. 